# ليليا ديل فالي
ليليا ديل فالي (بالإسبانية: Lilia del Valle)‏ هي ممثلة مكسيكية، ولدت في 30 أبريل 1928 بمدينة مكسيكو في المكسيك، وتوفيت في 7 يناير 2013 في جمهورية الدومينيكان.

## وصلات خارجية
- ليليا ديل فالي على موقع IMDb (الإنجليزية)
- ليليا ديل فالي على موقع قاعدة بيانات الفيلم (الإنجليزية)